# 島香麗子
島香 麗子（しまか れいこ）は、日本の女性声優。おもにアダルトゲームに声をあてている。別名義は島香 れいこ。

## 出演
太字はメインキャラクター。

### アダルトアニメ
- 恥辱診察室（2003年、白川恭子）
- 戦乙女ヴァルキリーG（2012年、レイア）

### アダルトゲーム
1998年
- せ・ん・せ・い（新城 真美）

1999年
- 心のかけら（榛原 香澄）
- 淫内感染2 鳴り止まぬナースコール（深山 佳織）

2002年
- ぼくらがここにいるふしぎ。（深町 未生）
- Nonfiction 〜題名のないラブストーリー〜（大崎 玲奈）
- ガンシスター（アリシア・アルシブラ、エミリィ）

2003年
- 黒の図書館（佐山 葉月）
- 淫内感染 終わらぬ宴のナースコール（深山 佳織）
- 相楽さん家の悦楽ライフ♪（相楽 ありさ）
- いけない★シャッターチャンス（菱沼 かおる）
- 夏少女（芹沢 麻理奈）
- 狭間の月（さよ）
- カラフルBOX（峰沢 ゆか）
- 最終痴漢電車2（秋月 美玲、橘 ひかり）
- 紫紺の刻（樋口 綾）
- DOOP ADVANCE（ルーシー）
- 待宵草〜まつよいぐさ〜（桃山 光）
- 魔法戦士プリンセスティア（ティアナ・リリアン・トランシルヴェール / プリンセスティア）[1]
- プレゼンス（神南 優希）
- クリスマス★プレゼント（サンタ）
- 最終痴漢電車2（秋月 美玲）

2004年
- おまえのなつやすみ（火野 ほむら）
- 大好きな先生にHなおねだりしちゃうおませなボクの/私のぷにぷに（森崎 かなみ）
- 魔法戦士スイートナイツ2 -メッツァー叛乱-（ティアナ・リリアン・トランシルヴェール / プリンセスティア）
- 空缶 -KaRaKaN-（峰沢 ゆか）
- 乳辱人妻女学園〜淫獄の夜間人妻調教学科（二部）〜（紫咲 綾音）
- 恥辱の学園〜投稿される女教師〜（水島 雪美）
- 輪奸学園「やめてっ！…お母さん、見ないで！」（大風寺 遥）
- 戦乙女ヴァルキリー「あなたに全てを捧げます」（ヴァルキリー）

2006年
- おまな2 おまえんち萌えてるぞ（火野 ほむら）
- 少女戦機ソウルイーター「どんなに穢されても…私の復讐は終わらない！！」（美沙＝ローランド、女神アフロディーテ、ひかり）

2008年
- 戦乙女ヴァルキリー2「主よ、淫らな私をお許しください…」（レイア / ヴァルキリー）
- セイクリッドグラウンド（プリンセスティア）
- 魔法戦士レムティアナイツ -光の乙女たち-（クィーン・ティアナ）

2009年
- 戦乙女ヴァルキリーG 〜戦乙女達の黄昏〜（レイア）
- 魔動装兵クラインハーゼ（エルフリーダ・クラウゼヒッツ）

2013年
- 炸裂スイートファイト!（プリンセスティア）

### 一般向ゲーム
- 3LDK♥〜幸せになろうよ〜（2004年、妹尾 千寿）
- 夏少女 -Promised Summer-（2004年、芹沢 麻理奈[2]）

### ドラマCD
- 戦乙女ヴァルキリー2 コンプリートトラック【特典ドラマ 世にも奇妙なヴァルキリー】（2008年、レイア[3]）

### Webラジオ
- レイアとヒルデガードのヴァルキリーラジオ「主よ…淫らな放送をお許し下さい」

## ディスコグラフィ

### キャラクターソング
| 発売日        | 商品名                                                                                  | 歌                                             | 楽曲           | 備考                                                                                       |
| ------------- | --------------------------------------------------------------------------------------- | ---------------------------------------------- | -------------- | ------------------------------------------------------------------------------------------ |
| 2004年        |                                                                                         | 森崎かなみ（島香麗子）                         | 「ましゅまろ」 | PCゲーム『大好きな先生にHなおねだりしちゃうおませなボクの/私のぷにぷに』オープニングテーマ |
| 2009年1月30日 | 戦乙女ヴァルキリーG 〜戦乙女達の黄昏〜 録り下ろしドラマCD アリーヤ自慰 ヒルデガード自慰 | レイア（島香麗子）、ヒルデガード（サトウユキ） | 「MANNIN-G」   | PCゲーム『戦乙女ヴァルキリーG 〜戦乙女達の黄昏〜』オープニングテーマ                       |